# Nona Willis Aronowitz
Nona Willis Aronowitz, född 15 juli 1984, är en New York-baserad författare och redaktör, med huvudfokus på "kvinnor, sex, politik och ekonomi". Under 2022 var hon bland annat ansvarig för en frågespalt om sex och kärlek i Teen Vogue, redaktör för Splinter och författare av nyhetsbrevet "F*cking Through the Apocalypse". Hon är författare till boken Bad Sex, en självbiografi från 2022, och hon har fungerat som redaktör för sin mor Ellen Willis essäsamlingar. Aronowitz har arbetat för NBC, NPR och andra nyhetsmedier, och hennes skrivande har bland annat synts i The New York Times, The Washington Post, New York och The Guardian.

## Biografi

### Tidiga år
Willis Aronowitz föddes 1984, som dotter till journalisten och feministen Ellen Willis och sociologen Stanley Aronowitz.
Hon tog 2006 examen i amerikanska studier vid Wesleyan University.

### Karriär
Willis Aronowitz har varit kopplad till Roosevelt Institute, arbetat som reporter om utbildning och fattigdom för NBC News Digital och varit del av redaktionen på tidningen Good. Hon har dessutom skrivit för ett antal andra tidningar.
Tillsammans med Emma Bee Bernstein kom Willis Aronowitz 2013 med Girldrive: Criss-Crossing America, Redefining Feminism. Den här boken kretsar kring duons resan tvärs genom USA och deras samtal med kvinnor om feminism och om identiteten som kvinna.
2014 fungerade Willis Aronowitz som redaktör för The Essential Ellen Willis, en bok som samlade ett urval av hennes mors viktigare texter. Hon hade tre år tidigare även varit redaktör för Out of the Vinyl Deeps (University of Minnesota Press), den första samlingen med Ellen Willis' musikrecensioner och essäer. 2015 skapade hon "The Slice", en reportagesektion på den liberalt politiska webbplatsen Talking Points Memo.
Senare har hon varit redaktör på den vänsterpolitiska webbplatsen Splinter (2017–2019) och författat det veckovisa nyhetsbrevet "Fucking Through the Apocalypse". 2019 blev hon ansvarig för en frågespalt om sex och relationer i Teen Vogue. Hon har själv, i likhet med sin mor, kopplats samman med den sexpositiva feminismen.
2019 började hon arbetet med Bad Sex, "en blandning av självbiografi, social historia och kulturkritik". Boken planerades utforska varför "sann sexuell frihet fortfarande undflyr oss, trots allt detta utbud av både sex och feminism". Den kom slutligen ut sommaren 2022.

## Uppmärksammande
The Essential Ellen Willis, den boksamling med moderns viktigare texter som Willis Aronowitz redigerat, vann 2014 års National Book Critics Circle Award i kategorin Kritik.
Willis Aronowitz figurerar i dokumentärfilmen She's Beautiful When She's Angry, som presenterar historien kring den andra vågens feminism.